# ポツダム会談

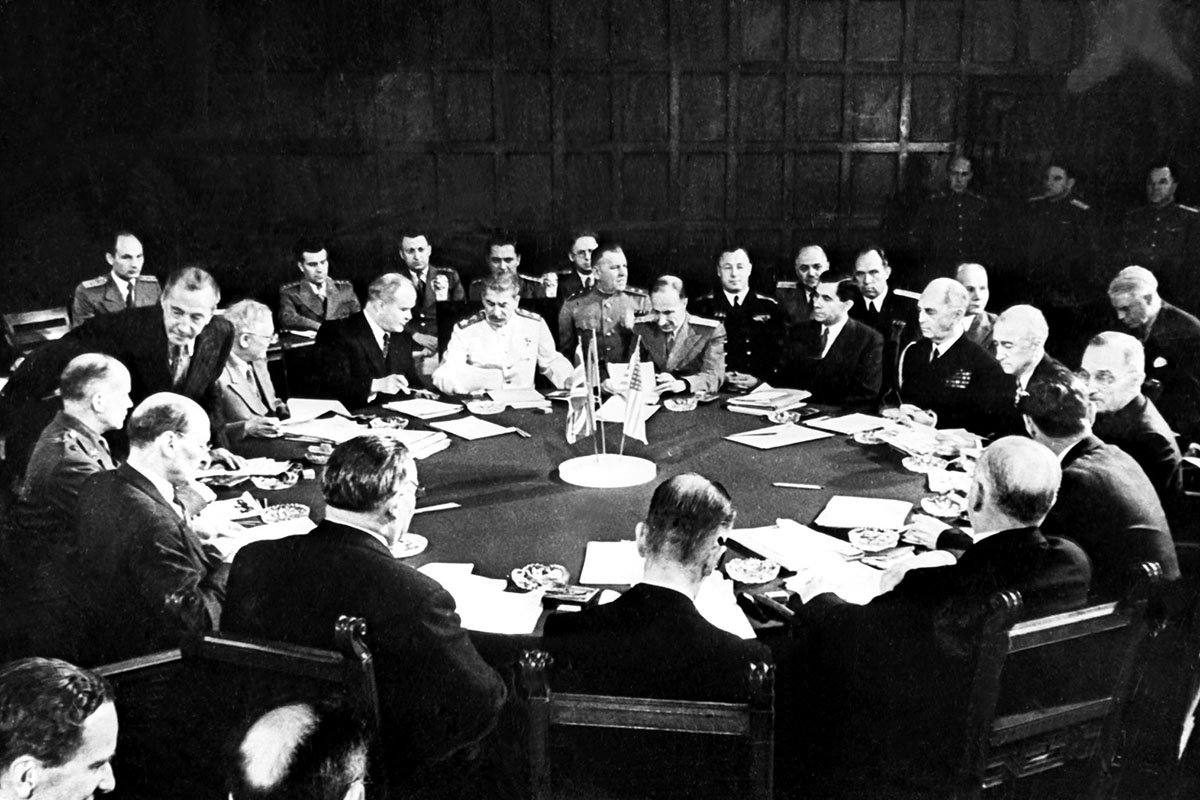
ポツダム会談の様子。1945年7月

ポツダム会談（ポツダムかいだん）は、第二次世界大戦中の1945年7月17日から8月2日、ソ連占領地域となったポツダムに、イギリス、アメリカ合衆国、ソビエト連邦の3カ国の首脳が集まって行われた、第二次世界大戦の戦後処理を決定するための会談。
第二次世界大戦の連合国「三大国」の首脳会談が行われたのはこれで3度目であり、最後となった。主に討議されたのはドイツをはじめとしたヨーロッパおよび中東の戦後処理であり、会議の最後にはポツダム協定が策定された。
また7月26日には日本政府に対して日本軍の無条件降伏などを求めるポツダム宣言が表明されたことで知られているが、会議の公式日程において対日問題は協議されなかった。

## 前史
第二次世界大戦の連合国は、戦争中からたびたび戦争方針や戦後構想を話し合う会議を持っていた。1943年のテヘラン会談は三大国の首脳が一堂に会する最初の会議となり、1945年のヤルタ会談ではヨーロッパ戦後構想の大枠が決定された。ところがソ連がヤルタ協定に反してルーマニアやポーランドにおいて共産主義政権を樹立したことや、北イタリアにおけるドイツ軍の降伏問題にソ連が反発したことなど、三大国の間には懸案事項が重なっていた。このためドイツ降伏の直前には、イギリス首相ウィンストン・チャーチルが「事態はこれ以上、通信によってほとんど事を運び得ず、できるだけ早く3人の政府の首脳の会合があるべきである」と発表する事態となり、アメリカ大統領ハリー・S・トルーマンもこれに同意した。トルーマンはハリー・ホプキンスをモスクワに派遣し、ヨシフ・スターリンの同意を得て7月半ばに会議が開催されることとなった。
イギリスは国内経済が破綻しつつあったことと、アメリカ軍がヨーロッパから早くも撤退を始めていたこと、さらにソビエト軍のヨーロッパにおける勢力拡大が主たる関心事項であった。このためイギリスはアメリカからの武器貸与・占領軍援助、さらにソ連占領地域からの食糧供給を要求していた。しかしチャーチルをはじめとする反共思想を持つ関係者は、ソ連との協定が無意味であるとも考えていた。ソ連の主たる関心は自国の安全保障であり、傀儡となる共産主義政権を東欧に設置することで自国を守ろうとしていた（衛星国）。さらにドイツからの賠償獲得と、中東からアフリカへの進出も要求していた。アメリカが望んでいたのは対日戦（太平洋戦争）へのソ連参戦であり、早い段階のヨーロッパ駐屯アメリカ軍の本国帰還であった。トルーマンはこの会議が難航することを予想しており、会議には気乗りしていなかった。

## 会議

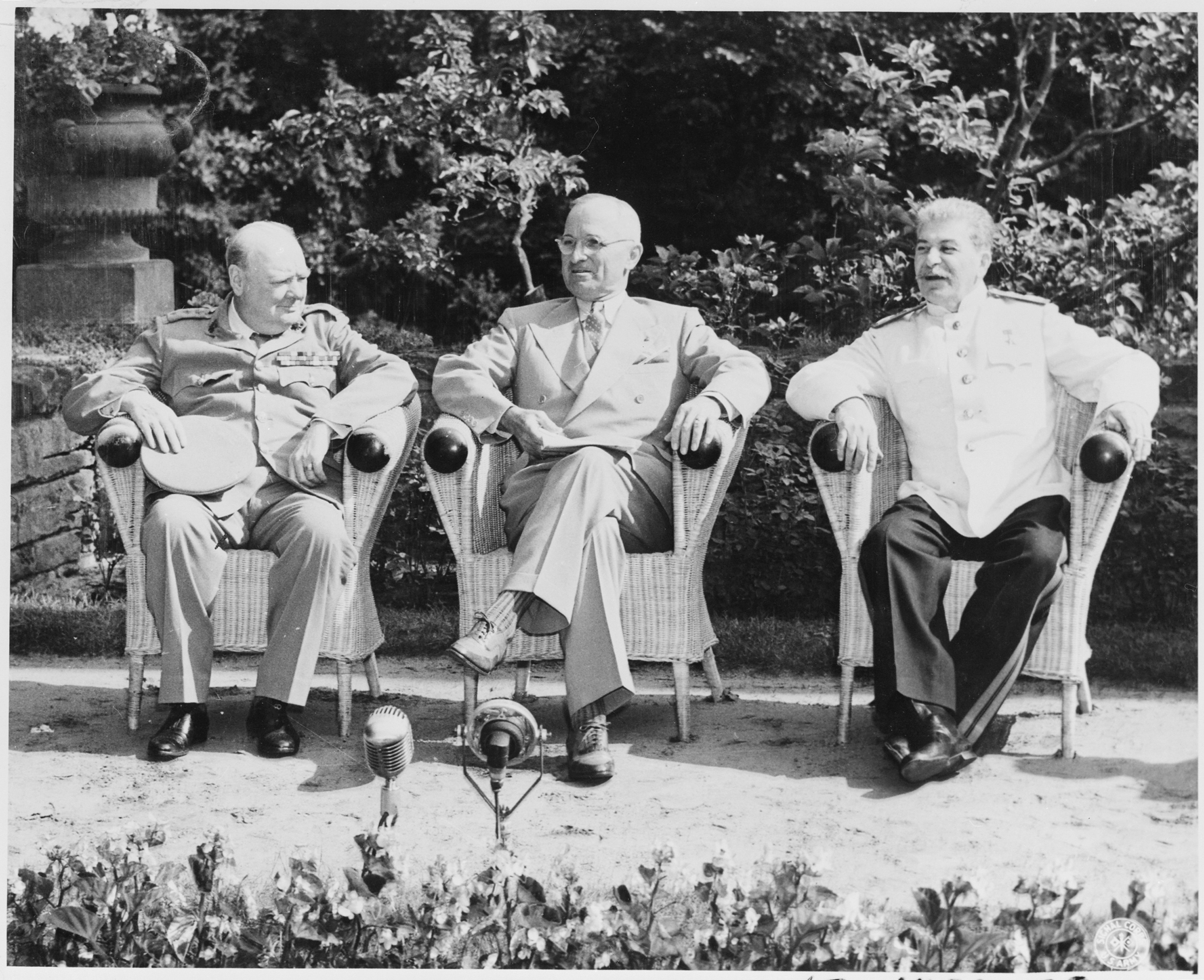
ポツダムに集まった3ヶ国首脳。左からチャーチル英首相、トルーマン米大統領、スターリンソ連首相。（1945年7月25日）

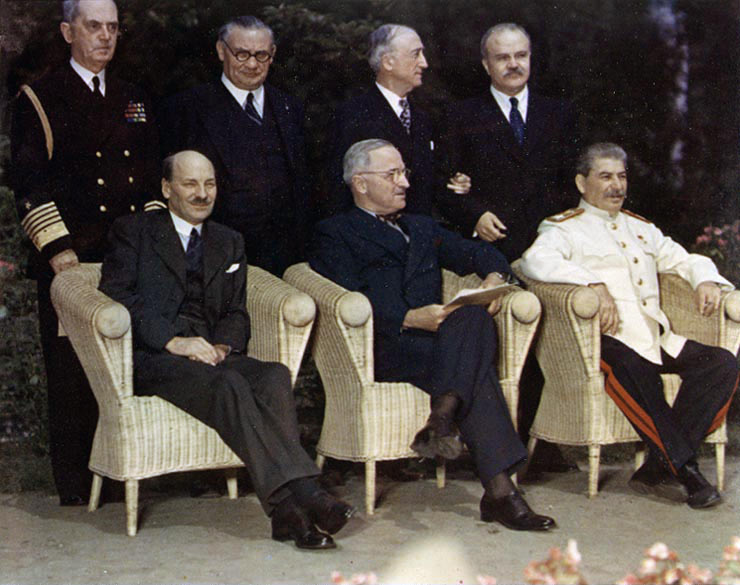
ポツダムに集まった3ヶ国首脳。前列左からアトリー、トルーマン、スターリン。後列左からリーヒ参謀長、ベヴィン英外相、バーンズ米国務長官、モロトフソ連外務人民委員

### 主要な出席者
イギリス
- 首相：ウィンストン・チャーチル（7月26日まで）
- 前副首相、首相（7月27日以降）：クレメント・アトリー
- 外相：アンソニー・イーデン（7月26日まで）
- 前雇用担当相、外相（7月27日以降）：アーネスト・ベヴィン

 アメリカ合衆国
- 大統領：ハリー・S・トルーマン
- 国務長官：ジェームズ・F・バーンズ
- 最高司令官付参謀長：ウィリアム・リーヒ
- 合衆国艦隊司令長官：アーネスト・キング
- 陸軍参謀総長：ジョージ・マーシャル
- 陸軍航空隊司令官：ヘンリー・アーノルド
- 経済担当国務次官：ウィリアム・ロックハート・クレイトン
- 駐ソ連大使：W・アヴェレル・ハリマン

 ソビエト連邦
- 人民委員会議議長（首相）・ソビエト連邦共産党書記長：ヨシフ・スターリン
- 外務人民委員（外相）：ヴャチェスラフ・モロトフ
- 外務人民委員代理（次官）：アンドレイ・ヴィシンスキー
- 駐米大使：アンドレイ・グロムイコ

 ポーランド（ポーランド共和国臨時政府）
- 国防相：ミハウ・ロラ＝ジミェルスキ
- スタニスワフ・ミコワイチク（元ポーランド亡命政府首相）

### 会議の流れ
7月17日、ベルリン郊外ポツダムにあるツェツィーリエンホーフ宮殿に三大国の首脳、アメリカのトルーマン大統領、イギリスのチャーチル首相、ソ連のスターリン書記長が集まった。会議が始まったのは午後5時だった。トルーマンは会議の冒頭でアメリカ側提案として「平和条約を締結するための外相会議の設立」、「ドイツ占領統治政策の決定」、「イタリア・ギリシャ・ハンガリー・ルーマニア・ブルガリアの選挙を監督する共同行動」、「イタリア王国の休戦条約緩和と国際連合への加入」を挙げた。チャーチルはアメリカ提案を検討する前に研究が必要であると述べたが、イギリスとしては提案は特に存在しないとした。スターリンは会議で取り上げるべき議題として「ドイツ船舶の処分」、「賠償」、「イタリア植民地のソ連による信託統治」、「ルーマニア、ポーランド（ポーランド国民解放委員会、ルブリン政権）、ハンガリー（ハンガリー臨時国民政府）の親ソ連政権の米英による承認」、「スペインのフランシスコ・フランコ政権問題と、タンジェ問題」、「シリア・レバノン問題」、「ロンドンにあるポーランド亡命政府の消滅」をあげた。
特に紛糾した三つの問題、ポーランド問題、賠償問題、旧枢軸国に成立した各政府の扱いをめぐってイギリスとソ連は強く対立した。またチャーチルはブルガリアによるギリシャ攻撃計画をあげ、ソ連を批判した。スターリンはその議題は会議の予定に無く、非公式に討議するべきだと回答した。さらにチャーチルはユーゴスラビアのヨシップ・ブロズ・チトーが民主主義者と協力しない姿勢を明確にしていることも批判したが、スターリンはユーゴスラビア代表が参加していないとして討議を拒否した。さらにルーマニアにある英米資本の石油施設をソ連が接収したこと、ソ連が占領するウィーンに英米の士官が入れないことなど次々に批判した。会議の最中、イギリスの総選挙では保守党が大敗し、チャーチルが首相を辞任。労働党のクレメント・アトリーが首相に就任。チャーチルに代わってアトリーが会議に参加したが、イギリスの主張は変わらず、英ソの対立は頂点に達した。決裂を予期したトルーマンは協定が成立しなくても帰国しようとすら考えていた。7月30日、ジェームズ・F・バーンズ国務長官は協定を成立させるため、英ソの外相に働きかけてアメリカ側の三条件を策定し、これに合意が見られない場合にはアメリカが8月1日に会議を離脱すると通告した。この文書では「ポーランド国境」「ドイツの賠償」「イタリア・ブルガリア・フィンランド・ルーマニア・ハンガリー各政府の状態」について触れられている。この「バーンズ提案」を三国が受け入れたことにより会議は決裂を免れ、占領下ドイツの経済問題に討議の主題は移った。

#### 外相理事会
対枢軸国への平和条約策定のための外相会議案は前もってアメリカから英ソに通告されており、「米・英・ソ・フランス・中華民国」の五大国の外相による小会議が行われることが前もって合意されていた。ポツダムの会議においてはこの外相理事会が9月1日から平和条約の策定にあたることが早々と合意された。

#### ドイツ占領統治問題
続いて討議されたのはドイツの占領政策であった。すでにヤルタ会談で米・英・ソ・仏による分割占領と、非ナチ化、武装解除、戦犯処罰、現物による賠償が合意されていたが、占領にあたって統一的な命令は策定されず、それぞれの占領地域でばらばらの政策が実行されていた。占領政策についてもすでに欧州諮問委員会において討議が行われていたこともあり、各占領地域に統一的な行政制度を敷くことで合意された。その後政治的・経済的な政策の原則が合意され、8月2日に「ポツダム協定」として明文化された。

#### ポーランド問題

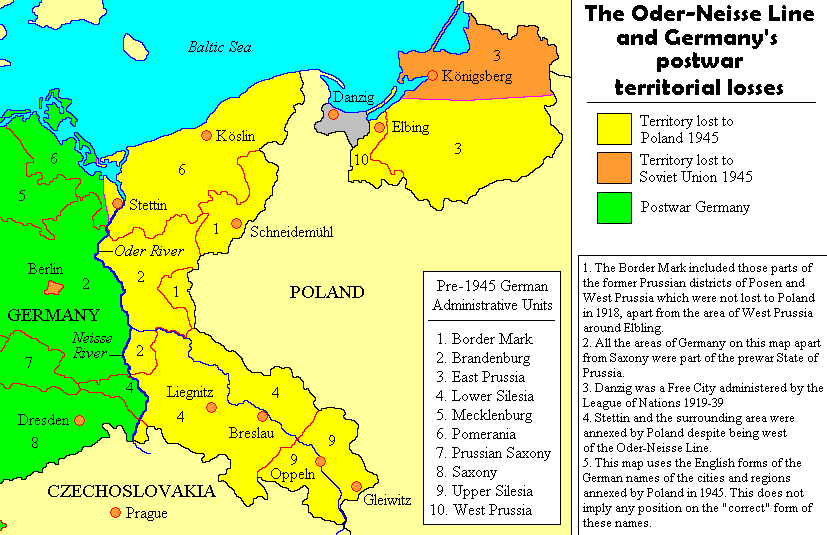
喪失したドイツ東部領土。黄色がポーランドへ、オレンジがソ連（ロシア・ソビエト連邦社会主義共和国）への割譲地域

しかし、ポーランド問題についてはチャーチルとスターリンが激しく衝突することになった。ヤルタ会談ではおおむねカーゾン線にそった線をポーランド東部国境とし、西ウクライナ喪失の代償として広範なドイツ領をポーランドに与えるという合意がなされていた。ところがソ連は米英との協議なしに、オーデル川・ナイセ川の西の支流地域までをポーランド政府に与え、これを既成事実として認めるよう主張した。チャーチルはナイセ川の西までポーランド国境を広げることに反対したが、これは大規模なポーランド領拡大で数百万に及ぶドイツ人追放が起き、さらにイギリス占領地域に避難民が押し寄せることでその給養の負担が生まれること、さらにドイツ人の復仇心が造成されるとした。ポーランド代表団の一人で、戦争中にはイギリスと協力関係を持っていたスタニスワフ・ミコワイチク元亡命政府首相はソ連の国境提案に賛成し、スターリンに感謝の意を述べた。
スターリンはさらにポーランド亡命政府の解散とその支配下にあるポーランド軍の帰国を求めた。元来ポーランド亡命政府とソ連の関係はカティンの森事件の発覚以降極度に悪化しており、1944年1月、ソ連は亡命政府がポーランドを代表していないという姿勢を明確化した。1944年11月24日のミコワイチク首相辞任以降、亡命政府は西側諸国の積極的な支持も失い、これを見たソ連とルブリン政府も亡命政府支持者への弾圧を強めていた。チャーチルは亡命政府の解散にも強く反対し、ポーランドにおける公正な自由選挙開始の言質を求めた。国境の大幅な移動と親ソ連政権の確立はポーランドのソ連への依存を生み出し、ソ連の東欧における覇権が拡大されることは明らかであった。
7月21日には西側諸国が亡命政府と関係を絶ち、その財産がポーランド政府に引き渡されることで合意されたが、その他の事項では合意に達しなかった 。米英が要求した無干渉な自由選挙開催の言質も、結局得られないままであった。バーンズ提案によりポーランド国境に関しては最終決定は講和条約締結後に行うとしながらも、事実上ソ連側の主張を認めた形となり、多くの批判を受けることとなった。

#### 賠償
ドイツの賠償問題においてはヤルタ会談において「200億ドル」相当の現物による賠償が合意され、ソ連はそのうち半分を受領することが合意されていた。しかし戦争によって荒廃したドイツにその支払能力はないと考えられており、英米は戦後復興のためドイツに支援する事態を望んではいなかった。ヤルタでの合意に基づいてモスクワに設置された賠償委員会は賠償総額や支払方法について討議したが、結論は出なかった。ポツダムではアメリカが軍需工場設備からの現物賠償を提案し、一般市民の生活に影響を与えるべきではないと主張し、イギリスもこれに同意した。しかしソ連側はヤルタでの合意どおりの賠償を要求し、減額する場合でも賠償総額の決定を求めた。7月30日、バーンズの提案により、ソ連は自らの占領地域からの徴収のほか、西側占領地域から平時に必要の無い工業設備の25％が引き渡され、ソ連からは西側から引き渡された25％の半分の額に相当する食糧や資材が西側に渡され、またポーランドに対する賠償はソ連が徴収したものから支払われることとなった。しかしスターリンは賠償総額決定を放棄する代償として無償引渡し額増加を要求し、結局ソ連は引き渡し額の6割を無償で引き受けることとなった。

#### 旧枢軸国政府問題
ヤルタ会談において枢軸国やその占領地域に対しては、自由な選挙を通じた政府を設置することが合意されていた。しかしソ連はその占領地域に影響下の政府を樹立し、影響力を拡大していた。7月21日、トルーマンは三国から共同派遣する使節がイタリア・ギリシャ・ハンガリー・ルーマニア・ブルガリアの選挙を監視するという提案を行ったが、スターリンは話題をそらした。トルーマンは自由選挙が行われるまでソ連占領地域の各政府を承認できないとし、チャーチルも同調した。スターリンはソ連がイタリア王国政府やフランス共和国臨時政府に承認を与えているとし、英米も東側の各政府を承認するべきと主張した。この議題は一旦外相たちによって討議されることになったが結論は得られず、7月24日から再び首脳たちによって討議された。
スターリンは英米の委員を東側政府に招くとした上で、英米主導の占領政策がイタリアにおいて行われていると英米を批判した。チャーチルは激昂し、イタリアにおいては自由が実現しているが、ソ連占領地域ではイギリス代表が「鉄の垣」の中に監禁されているとした。スターリンは「すべておとぎ話だ」と反論した。バーンズの提案ではまず対イタリアの講和条約を策定し、ブルガリア・ハンガリー・ルーマニアについては民主的政府が成立するまで講和条約を締結しないというあいまいな決定が行われ、事実上ソ連占領地域の政府承認問題は先送りされた。

#### 対日降伏勧告
ソ連の対日戦への勧誘は、フランクリン・ルーズベルト大統領時代から何度も行われており、ソ連側も対独戦終了後に態度を明確にすると回答していた。またアメリカは日本本土上陸作戦を検討していたものの、予想される損害があまりにも大きかったため、日本に対して明確な降伏勧告を行うことが必要であると考えられていた。日本への降伏勧告案は、事前にアメリカ陸軍長官のヘンリー・スチムソン、アメリカ海軍長官ジェームズ・フォレスタル、元駐日大使ジョセフ・グルーらの三人委員会で策定されていた。
7月15日、会議の始まる前の正午ごろ、トルーマンはスターリンから対日戦参加の確約を得た。しかし翌日には原子爆弾実験の成功が伝えられ、トルーマンはソ連の参戦がかならずしも必要ではないと考えるようになった。また、日本のソ連を仲介とした和平工作が進展中であるという情報を得たスチムソンは、対日降伏勧告をこの会議で行い、ソ連の懐に日本が飛び込むことを防ごうとした。バーンズはこの段階での声明は時期尚早であると反対したものの、ウィリアム・リーヒ最高司令官付参謀長が支持し、トルーマンのこの意見に同意した。
三人委員会の案をベースとしてポツダムにおいても修正作業が行われ、天皇制維持条項が削除されている。24日にはイギリスに声明案が渡され、25日、チャーチルは声明が呼びかける対象を「日本国民」から「日本」「日本政府」に変えるなどの修正を加えて回答した。トルーマンはイギリスの修正を全面的に受け入れ、声明発出の準備を行うとともに原爆投下命令を承認した。7月26日、「ポツダム宣言」が発表された。当時日本と交戦していなかったソ連側の介入はほとんど無かった。宣言文に署名した蔣介石など中華民国関係者は宣言文策定や発表の場に参加しておらず、チャーチルも一時帰国していたため、宣言発表時にポツダムにいた署名者はトルーマンのみであった。

#### その他の議題
- ドイツ降伏時にドイツ国籍船舶の大半は、英米に引き渡されているが、ソ連はその3分の1の引き渡しを要求した。会議では結論が出ず、対日戦の終了後に外相間で討議されることとなった[22]。
- ソ連はイタリア領であったイタリア領リビアの信託統治への参加を要求していた。ソ連はダーダネルス海峡付近でソ連軍艦が損傷した時のため、アフリカ北海岸に寄港地が必要であると主張したが、この要求はほぼ独力でアフリカのイタリア軍を駆逐したイギリスを驚かせた。トルーマンの調停により、この議論は9月の外相理事会で討議されることとなった[23]。
- スターリンはスペインのフランコ政権がドイツ・イタリアによって強制されたものであると主張し、英米による政府承認を取り消すよう主張した。チャーチルは現在フランコは支持を失いつつあり、英米の非承認がかえって国民をフランコ支持に傾かせかねないとしてこの提案に否定的であった。またアメリカは再び内戦状態に陥ることを懸念していた。会議の議定書では「スペインが現政府である限り、国際連合への参加を支持しない」と明記された[24]。

- アフリカの国際管理都市タンジェは、戦時中スペインによって占拠されていた。戦争終結後にスペインはタンジェから撤退することを表明し、アメリカ・イギリス・フランス・スペインでタンジェの管理問題について討議することになっていた。ソ連はこの会議への参加を主張したが、スペインはソ連の参加を拒否していた。会議の議定書ではソ連の会議参加権についてはフランスの参加しないこの会議では協議しないとされたが、同時に英米ソの三国はタンジェを国際管理都市のままにすることを同意し、近い将来に英米仏ソの4カ国がパリで討議するという合意が行われた[24]。
- シリアとレバノンはフランスの植民地であったが、シリア・レバノン作戦において連合国が奪回して以降、1943年に選挙を行って独立を宣言した。しかしフランス臨時政府はこれを認めず、両国が暴動状態となって英米が介入する事態となった。以降両国には英仏軍が駐屯し、現地政府との合意後に撤退することとなっていたが、交渉は進展していなかった。スターリンはこの事態を解決するためにフランス政府と討議することを提案したが、チャーチルはすぐに会議を開いて撤兵することは危険であると主張したため、スターリンはこの提案を撤回した[25]。
- イランには1941年の英ソ両軍による占領以来、米英ソの兵士が駐屯していた。イギリスはソ連軍兵士が長く駐屯すればイランが共産化するおそれがあると見、即時撤退を主張した。ソ連は対日戦終了の6ヵ月後に撤兵することを提案し、合意された[26]。
- ソ連はバルト海における不凍港を求めており、東プロイセンのケーニヒスベルクとその隣接地域の領有を要求した。米英は特に強く反対せず、ケーニヒスベルクはカリーニングラードとしてソ連領となった[27]。
- ソ連はダーダネルス海峡・ボスポラス海峡の通行権を定めたモントルー条約が時代遅れになったとし、新たな協定の締結を求めた。この中でソ連は黒海をかかえるため、特に優越した地位が与えられるよう主張した。議定書ではモントルー条約が時代遅れであるということは明記されたものの、通行権についてはトルコ政府と三国がおのおの協議を行うということになった[28]。
- 旧ナチス・ドイツ戦犯訴追についてはすでに合意され、ロンドンに置いてその訴追手続きの作成が行われていた。スターリンはこの会議において首謀者の名前を挙げることを提案したが、取り上げられなかった。議定書では戦犯訴追の方針が再確認され、早い段階でのロンドンにおける合意を希望することが表明された[28]。
- すでにチェコスロバキア・ポーランドなどで大規模なドイツ人追放が行われていたが、議定書においてこの措置は承認された。ただしその措置は人道的な方法に限るとした上で、ドイツ占領当局の受け入れ態勢が整うまでその措置を中断することを希望すると表明された[28]。
- 当時ユーゴスラビアのメディアは、ギリシャのマケドニアにおいて、スラブ人の迫害が進展していると報道し、ギリシャ政府側はユーゴスラビア側が反乱の動きを支援していると非難していた。ソ連はギリシャを、イギリスはユーゴスラビア側を批判する声明を用意していたが、トルーマンの調停によってこれらの提案は両方とも撤回された[29]。

#### 挿話
- スターリンは会議の席上でトルーマン、チャーチルにアドルフ・ヒトラーは死んでおらずベルリンから逃亡したと語った[30]。これと前後して新聞に掲載されたヒトラーの遺体写真が別人のものであることも発覚[31]。ヒトラー生存説を裏付ける証拠として有力視されることとなる[32]。日本や[33]アルゼンチンに逃亡したとされていた[34]。

## 会議の評価

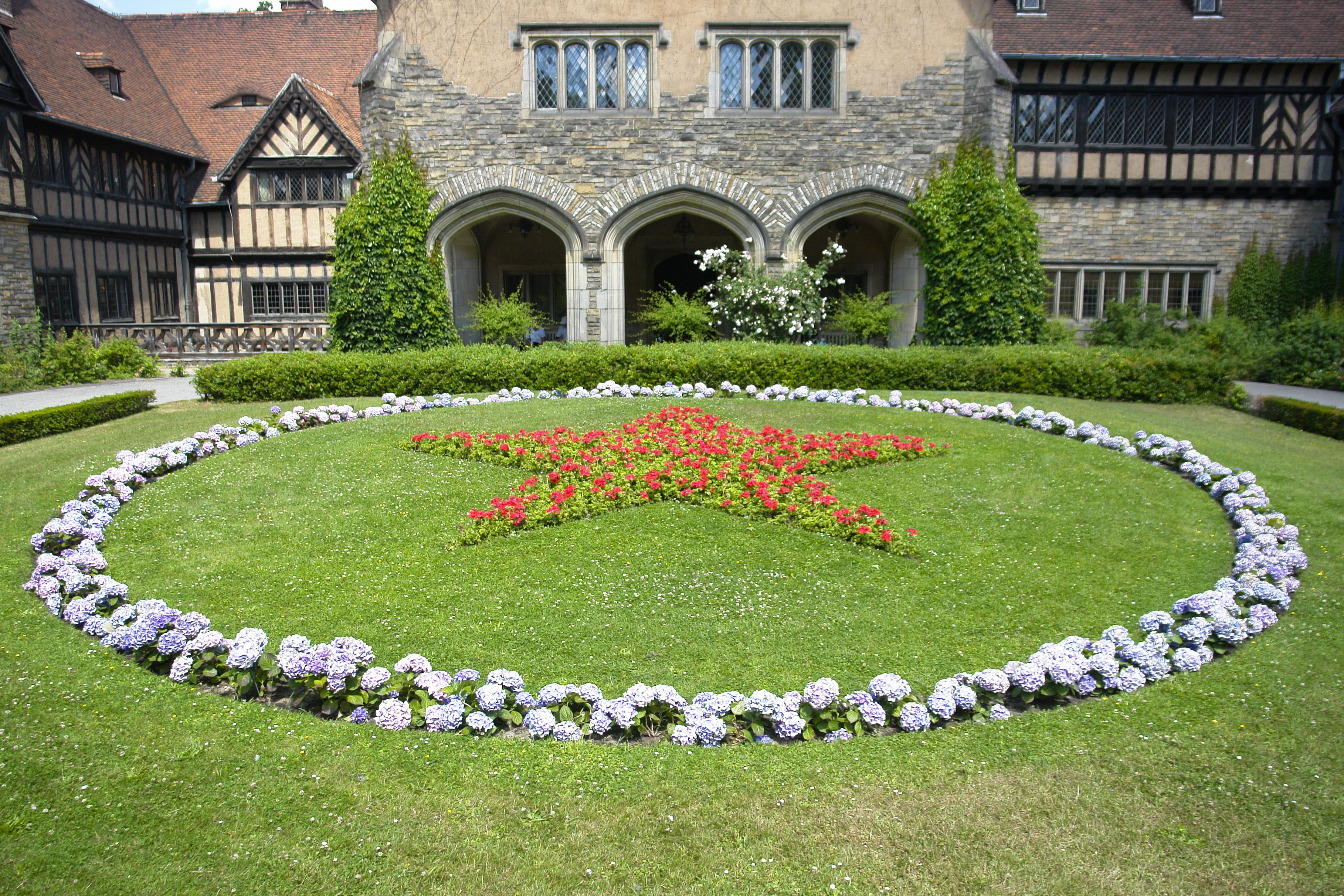
宮殿を含む敷地にある庭園に残された、会談を記念した花壇。中央の赤い花でできた星はソ連を表している。

J.W.プラットは「空気は友好的であり、議論は一般的によい性質であり、しかも多くの論争的な議論は協定に達しなかった」と評している。すなわち「ポツダムで盛な友好的な空気にもかかわらず、三巨頭会議はその後10年間再び開かれなかった」ことが示すように、その成果は乏しいものであり、合意を見たのは外相理事会の設立、ドイツ占領に対する原則の合意、ソ連のケーニヒスベルク領有、ポーランド亡命政府の解消のみであった。ソ連のメディアは会談が大成功であったと報じたものの、アメリカとイギリスの首脳や両国のメディアはこの会談を評価しなかった。
トルーマンはソ連が平和について熱心でなく、西側との対決姿勢を強化していると感じており、日本の占領管理についてはソ連に一歩も譲らないと決意したと回想している。チャーチルはソ連に対する不満を最初から隠そうともせず、その後もソ連とその占領地域における政策の批判を続けた。一方でソ連側は米英のドイツに対する態度が寛大すぎると考えており、ソ連が勝利の結果として受け取るべき報酬を奪おうとしているのではないかという疑念を強めた。またフランスのシャルル・ド・ゴールは会議への参加を要求していたが、スターリンの拒否によって参加できなかった。このためフランスはポツダム協定に拘束されず、ドイツの占領政策において他の連合国に対する反対を続けた。これは後にソ連側の協定無視を呼び込むこととなり、会議の成果はますます減少していった。

## 原典訳
- 『戦後の誕生　テヘラン・ヤルタ・ポツダム会議全議事録』

茂田宏・小西正樹・倉井高志・川端一郎共編訳、中央公論新社、2022年